# Teodoro Frejtman
Teodoro Frejtman (Concòrdia, Entre Ríos, 10 de gener de 1948), és un enginyer, poeta i autor argentí. Nacionalitzat i radicat a Uruguai des de 1977.
Va realitzar els seus estudis primaris i secundaris a la seva ciutat natal, assistint al Col·legi Nacional Alejandro Carbó, culminant com batxiller el 1965. Va estudiar enginyeria aeronàutica a la Universitat Nacional de la Plata titulant el 1976. Està casat i és pare de dos fills. Alguns dels seus treballs han estat publicats a Uruguai, Argentina, Espanya, Veneçuela, Xile, Perú, Colòmbia, Mèxic, Itàlia, Israel i els EUA, entre d'altres. Va ser director responsable de diverses publicacions periòdiques, actuant en reiterades oportunitats com a col·laborador i columnista en pàgines d'edicions culturals de diversos països castellanoparlants. Ha estat guardonat amb al voltant de 30 premis i distincions nacionals i internacionals.
El 3 de gener de 2005, per les seves aportacions a la cultura llatinoamericana, un col·legi privat de educació primària, situat a Soyapango, El Salvador, ha estat designat en el seu honor amb el nom: «Centro de Enseñanza Teodoro Rubén Frejtman» (Centre d'Ensenyament Teodor Rubén Frejtman).
Va publicar els llibres "Fluencias" (Fluències), amb pròleg de professor Nelson Pilosof, il·lustracions de Mary Porto Casas, i "Milagro de martes" (Miracle de dimarts), que compta amb il·lustracions del propi Frejtman.

## Llibres
- 2006, Fluencias (ISBN 9974-7983-7-X)
- 2009, Milagro de martes (ISBN 978-9974-96-832-5)

## Premis
- 1991, Primer Premi Certamen Llatinoamericà de poesia, Ministeri d'Educació i Cultura de Uruguay.[5]
- 1992, Prmier Premi Certamen de poesia "Montevideo, Mi Casa", Intendència de Montevideo.
- 1995, Menció d'Honor Nacional Certertamen literari Dr. Manini Ríos, Associació d'Escriptors de l'Interior ("Asociación de Escritores del Interior").